# Dmitri Peskov
Pour les articles homonymes, voir Peskov.
Dmitri Sergueïevitch Peskov (en russe : Дми́трий Серге́евич Песко́в) est un diplomate russe, né le 17 octobre 1967 à Moscou. Conseiller d'État effectif de 1re classe, il est, à compter de 2012, le secrétaire de presse du président de la fédération de Russie, Vladimir Poutine.

## Biographie
Dmitri Peskov naît dans la famille du futur diplomate Sergueï Peskov, né en 1948 (ambassadeur au Pakistan de 2004 à 2008 et en Oman de 2011 à 2013,). Il termine ses études en 1989 à l'Institut des pays d'Asie et d'Afrique (ISAA) de l'université d'État de Moscou, en tant qu'historien-orientaliste, puis entre au ministère des Affaires étrangères. De 1990 à 1994, il est attaché puis troisième secrétaire de l'ambassade d'URSS, puis de la fédération de Russie, à Ankara (Turquie). De 1994 à 1996, il travaille au ministère des Affaires étrangères à Moscou. De 1996 à 2000, il est deuxième, puis premier secrétaire d'ambassade à Ankara.
Outre le russe, il parle couramment le turc, l'arabe et l'anglais.
Lorsque Vladimir Poutine est élu président de la fédération de Russie en 2000, Dmitri Peskov est nommé à la direction du service présidentiel des relations avec les médias. Ensuite il est premier vice-directeur du service de presse de l'administration présidentielle. Selon la presse, Peskov est aussi l’interprète personnel de Vladimir Poutine pendant ses rencontres avec les dirigeants turcs. Il s'occupe du traitement médiatique des festivités du tricentenaire de Saint-Pétersbourg en 2003.
En avril 2004, il est nommé premier vice-directeur du secrétaire de presse Alexeï Gromov. C'est à cette époque qu'il commence à organiser des conférences de presse avec des journalistes étrangers et des événements télévisuels, tels que les émissions dites de « ligne directe » avec le président de la fédération de Russie. Par décret présidentiel du 29 janvier 2005, il accède au grade civil de conseiller d'État effectif de la fédération de Russie de 1re classe. En juin 2006, il assume la fonction d'attaché de presse du sommet du G8 à Saint-Pétersbourg. Il annonce un mois avant la tenue du sommet que la compagnie américaine de relations publiques Ketchum va aider à l'organisation du G8. Le contrat avec cette compagnie est prolongé en décembre 2006 pour diverses consultations commandées par le Kremlin, ainsi que pour l'amélioration de l'image de la Russie aux États-Unis. En juin 2007, le contrat avec Ketchum est encore prolongé et cette fois-ci il lui est demandé des consultations qui concernent non seulement l'image de la Russie aux États-Unis, mais aussi son image dans d'autres pays du monde.
En février 2008, Dmitri Peskov est nommé président du conseil de direction de la chaîne gouvernementale « Mir » sur le réseau digital. Le 25 avril 2008, Peskov est nommé porte-parole du chef du gouvernement de la fédération de Russie. En mai suivant, Vladimir Poutine devient Premier ministre et donc Dmitri Peskov devient le responsable de son service de presse. En mai 2009, Peskov rejoint le conseil de développement du cinéma russe auprès du gouvernement de la fédération de Russie : ce nouveau conseil auprès du Premier ministre est chargé d'« examiner et de préparer des propositions concernant le soutien financier de l'État à la production, la réalisation et la distribution de films russes et de leurs propagation à l'étranger ».
Après l'élection à la présidence de Vladimir Poutine en 2012, Dmitri Peskov devient son secrétaire de presse. C'est lui qui organise le forum de la Coopération économique pour l'Asie-Pacifique (APEC) de septembre 2012 à Vladivostok.
En juillet 2013, le porte-parole de la présidence de la fédération de Russie Dmitri Peskov déclare qu'Edward Snowden ne peut être remis aux États-Unis, où la peine de mort est en vigueur : « Aucun pays ne peut livrer Snowden à un autre pays comme les États-Unis où est appliquée la peine de mort ».
Le 23 mars 2024, M. Peskov affirme que la Russie est en état de guerre.

## Vie privée
Dmitri Peskov s’est remarié le 1er août 2015 avec l’ancienne championne olympique de danse sur glace, Tatiana Navka.
Il a une fille et deux fils d'un précédent mariage avec Ekaterina Solotsinskaïa, une fille de diplomate ; le couple divorce en 2012. Sa fille Ielizaveta Peskova, née le 9 janvier 1998, étudie et vit en France, et a été stagiaire de novembre 2018 à avril 2019 auprès d’Aymeric Chauprade, député européen du Rassemblement national, ; elle a aussi été stagiaire auprès du sénateur centriste Yves Pozzo di Borgo. Le 25 février 2022, au lendemain de l'invasion de l'Ukraine par la Russie, elle s'oppose publiquement à la politique de son pays en partageant sur Instagram le slogan des pacifistes russes « HET BOЙHE » (« non à la guerre »). Le 26 février, elle supprime le message, probablement sous la pression de son père et de ses proches selon certains médias,.
En septembre 2022, son fils Nikolaï Peskov est l'objet d'un appel téléphonique de la part de membres de l’équipe d’Alexeï Navalny. Ces derniers se présentent comme des recruteurs à la suite de la décision de Vladimir Poutine d'engager une « mobilisation partielle » des réservistes russes dans le cadre de la guerre en Ukraine. Ils lui demandent de rejoindre son lieu d’affectation. Nikolaï Peskov refuse et explique à ses interlocuteurs :  « Vous devez comprendre, si vous savez que je suis M. Peskov, qu’il n’est pas tout à fait correct que je sois là-bas. Je réglerai ça à un autre niveau ». Le Kremlin affirme que la vidéo a été tronquée alors qu'elle a été diffusée en direct.

## Polémiques et accusations de corruption
Des allégations ou accusations de corruption sont portées à l'encontre de Dmitri Peskov. Ces allégations sont principalement relatées par Alexeï Navalny, opposant de Vladimir Poutine :
- lors du mariage de Peskov en 2015 avec Tatiana Navka, ce dernier arborait une montre Richard Mille dont la valeur, 670 000 dollars (soit 600 000 euros), est sans proportion avec ses déclarations de revenus et de patrimoine (dans sa déclaration de 2014, il fait en effet état d'un revenu annuel de 84 000 euros) ; il est alors l'objet d'accusations de corruption et « d'enrichissement illégal »[15] ;

- deux semaines après son mariage, il est déduit d’un certain nombre de constatations (notamment les géolocalisations de photos de proches que ceux-ci déposent sur les réseaux sociaux) que Peskov se trouve à bord du yacht de luxe Maltese falcon au large de la Sardaigne. Or le Maltese Falcon est un yacht qui se loue en été 385 000 dollars par semaine, soit plus de quatre fois son salaire annuel[16],[17] ; Peskov et Navka démentent s’être trouvés sur le yacht, affirmant être dans un hôtel en Sicile[16].

## Distinction
- Ordre de l'Honneur